# 정곡면
정곡면(正谷面)은 대한민국 경상남도 의령군의 면이다. 의령군의 중심부에 위치하며, 군청에서 12km 지점에 위치한 중간산지로서 벼를 주 작목으로 재배하여 오다 1980년대 의령군 내 처음으로 수박시설하우스를 시작으로 현재는 수박, 양상추, 호박, 새송이버섯, 딸기, 단감, 축산 등 재배작목의 다양화로 소득향상에 기여하고 있다. 또한 농공단지에 4개의 기업체가 입주하여 활발한 경제활동을 하고 있다.

## 연혁
정곡면은 신라 신문왕 5년(서기658) 장함현 화곡리에 속하였으며, 현종 9년에 진주 속령으로 있다가 대한제국 고종 32년(1895년) 화곡(禾谷:화실)과 정동(正洞) 두 방리(坊里)였으며, 1906년(광무10년) 지방구역정리 때 일정동(一正洞), 이정동(二正洞)과 화곡(禾谷)으로 부르게 되었습니다. 그 뒤 지방행정구역조정(1914년 3월 1일 시행) 때 이정동은 지정면 관할로 편입되고 화곡과 일정동이 통합되어 정곡면이라 부르게 되면서 10개 법정리와 16개 행정리와 37개 자연마을로 이루어져 현재에 이르고 있습니다

## 행정 구역
- 가현리
- 백곡리
- 석곡리
- 예둔리
- 적곡리
- 중교리
- 죽전리
- 오방리
- 성황리
- 상촌리

## 교육
- 정곡초등학교
  - 정남분교 (폐교) : 정곡면 법정로4길 1-11 (백곡리)
- 정곡중학교